# Expired Domain
Als Expired Domains (deutsch: abgelaufene Domain bzw. freiwerdende Domain) oder Expireds werden Domains bezeichnet, welche kurzfristig bei der jeweiligen Registrierungsstelle gelöscht werden oder bereits gelöscht worden sind.

## Zweck
Expired Domains sind vor allem wegen ihrer historischen Werte sehr begehrt:
- noch existierende Verlinkungen von anderen Webseiten (sogenannte Backlinks, wichtig für das Linkbuilding)
- bestehende Positionierungen in den Suchergebnisseiten von Suchmaschinen
- existierende Bewertungen (z. B. Google PageRank, SISTRIX Sichtbarkeitsindex, Alexa Ranking usw.)
- besondere Suchbegriffe innerhalb des Domainnamens (z. B. bei generischen Domains)
- mögliche alternative Schreibweisen innerhalb des Domainnamens für bestehende Projekte
- bestehende Erwähnung in klassischen Medien, wie z. B. Büchern, Fachzeitschriften

Durch die erneute Registrierung von ausgelaufenen Domains können eigenständige Internet-Projekte realisiert werden oder die Auffindbarkeit bestehender Projekte in den Suchmaschinen gesteigert werden. Viele Interessenten lassen Domains mit besonders beliebten Keywords beobachten und registrieren diese beim Freiwerden, um die Domains als zusätzliche Suchbegriffe zu nutzen.
Sofern für die neu registrierten Expired Domains noch kein Verwendungszweck besteht oder keine Inhalte vorliegen, kann vom Domaininhaber im Rahmen des Domainparkings Geld durch Werbeeinblendungen erwirtschaftet werden.
Ein besonderer Vorteil ergibt sich im Rahmen der Suchmaschinenoptimierung bei der Neuregistrierung freiwerdenden .de-Domains, da die marktführende Suchmaschine Google selbst kein DENIC-Mitglied ist und somit keinen Einblick in die Inhaberdaten von Domains besitzt oder gar über Löschungen informiert wird – im Gegensatz beispielsweise zu .com-Domains. So lässt sich bei einer geschickten Vorgehensweise des neuen Inhabers kaum oder nur im geringen Maße durch Google nachvollziehen, dass es sich überhaupt um eine neu registrierte Expired Domain handelt.
Außerdem stellen Expired Domains eine interessante Einnahmequelle beim Domainhandel dar.

## Vorgehensweise
Spezialisierte Dienstleister – sogenannte Expired-Domain-Services – bieten Datenbanken mit freiwerdenden Domains an, in denen sich die mit dem Setzen von individuellen Filterkriterien entsprechende Domains recherchieren lassen. Grundsätzlich kann von erfahrenen Anbietern anhand von speziellen Erfahrungswerten und mit bestimmten Algorithmen bestimmt werden, ob und wann eine Domain möglicherweise zu einem bestimmten Zeitpunkt gelöscht wird.
Da der Zeitfaktor bei der Registrierung von Expired Domains naturgemäß eine sehr hohe Rolle spielt, bieten einige wenige Dienstleister – im Fall von .de-Domains – zwecks Beschleunigung des Registrierungsvorganges und Erhöhung der Registrierungschancen für den Interessenten eine direkte Domainregistrierung via DENIC-Mitglied an. Gelegentlich wird die gleichzeitige Registrierung über mehrere DENIC-Mitglieder angeboten, um Fällen von Überlastungen oder Systemausfällen vorzubeugen.
Einige Dienstleister bieten die sofortige Registrierung von interessanten freigewordenen Domains an. Dies geschieht optional auch automatisch oder halb-automatisch. Bei der automatischen Registrierung von freiwerdenden Domains spricht man von Backorder.
Bei einigen Top-Level-Domains erfolgt keine öffentlich recherchierbare Angabe des jeweiligen Löschungsstatus, außerdem wird die Löschung ohne bestimmte Fristen durchgeführt. Zudem sind die Informationen in den WHOIS-Einträgen bei .de-Domains nicht aktuell, sondern werden von der Registrierungsstelle DENIC mit einer zeitlichen Verzögerung von mehreren Minuten ausgegeben. Außerdem wird durch die DENIC keine Liste aller registrierten .de-Domains in Form eines Zonefiles herausgegeben. Daher ist die Überprüfung von freiwerdenden .de-Domains nur mit sehr hohem technischen Aufwand möglich.
Durch die Verwendung mehrerer technischer Erkennungsverfahren parallel in sehr kurzer Zeit, angewendet auf eine möglichst große Liste von Domains, lassen sich in der Regel pro Tag vierstellige Zahlen freiwerdender .de-Domains ermitteln. Dabei sollte als Maßstab (und beim Vergleich von Dienstleistern) die Anzahl der überwachten .de-Domains, verglichen mit der Gesamtzahl aller aktuell registrierten .de-Domains dienen, welche derzeit bei über 16 Millionen liegt. Je schneller die Erkennung erfolgt, je mehr unterschiedliche technische Verfahren eingesetzt werden und je größer der Umfang der verwendeten Domainliste ist, desto höher sind die Chancen auf eine möglichst schnelle Information über eine freiwerdende .de-Domain und eine spätere Registrierung.
Wegen dieses großen Aufwandes existieren nur wenige Anbieter, welche freigewordene .de-Domains erfassen, für Interessenten in Echtzeit auflisten und automatisiert registrieren.

## Rechtliche Lage
Berührungspunkte mit dem Rechtssystem gibt es einerseits bezüglich des Marken- und Urheberrechts des bisherigen Domaininhabers, andererseits rund um das Auslaufen einer Domain und die möglicherweise weiterbestehenden Rechte auf die Domain.

### Urheberrecht
Bei der Reanimation einer Domain dürfen die ehemaligen Inhalte (Texte, Grafiken, Videos etc.) nur verwendet werden, wenn der ehemalige Domaininhaber zustimmt. Die Inhalte der Domain unterliegen dem Eigentum des Autors (Urheberrechtsgesetz).

### Dispute-Eintrag
Wenn jemand meint, ein Anrecht auf eine Domain zu haben, die derzeit einem anderen gehört, kann bei .de-Domains ein Dispute-Eintrag beauftragt werden. Zur Antragstellung ist die Einreichung bestimmter Nachweise bei der DENIC erforderlich. Nach einer Annahme des Antrages durch die DENIC erfolgt der Dispute-Eintrag. Anschließend kann der aktuelle Domaininhaber die Domain nicht auf einen Dritten übertragen, nach Auslaufen der Domain fällt diese automatisch dem Anspruchssteller des Dispute-Eintrags zu.

### Expired Domain Deletion Policy
Diese stellt einen Konsens der ICANN über das Auslaufen nicht verlängerter Domains dar. Hierzu gibt es klare Regelungen, die durch eine zentrale Registrierstelle weiter geregelt werden können.

## Situation in Österreich
Im Kontext von abgelaufenen Domainnamen zeigen sich interessante Unterschiede in der „Redemption Grace Period“ (RGP) zwischen Österreich und Deutschland. Während in Deutschland Domains mit der Endung .de eine Schutzphase von 30 Tagen haben, erstreckt sich die RGP-Phase in Österreich für Domains mit der Endung .at über einen Zeitraum von acht Wochen.
Obwohl zahlreiche Aspekte der RGP-Phase in beiden Ländern Gemeinsamkeiten aufweisen, bestehen markante Abweichungen. In Deutschland wird nach dem Ablauf der Registrierung die Domain an die Vergabestelle zurückgegeben, woraufhin der Domain-Provider einen neuen AuthInfo-Code beantragen muss, um die Domain wiederzugewinnen. Im Gegensatz dazu verbleibt die Domain während der RGP-Phase in Österreich beim Provider/Registrar – eine Besonderheit im internationalen Vergleich.